# Caproni-Werke Torbole

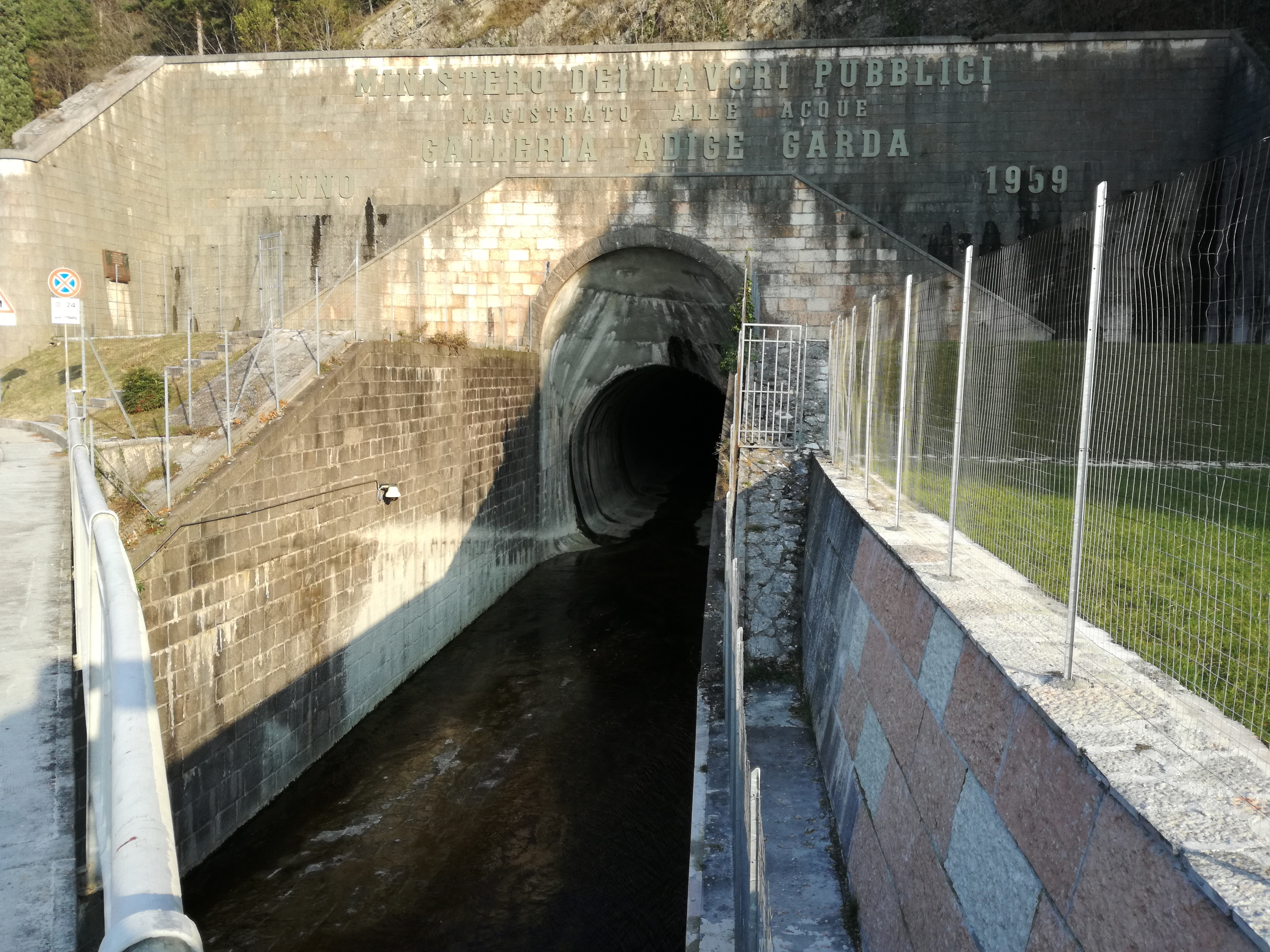
Der Etsch-Gardasee-Tunnel bei Torbole von 1944 bis 1945 Sitz der Caproni-Werke

Die Caproni-Werke in Torbole waren ein unterirdisches Rüstungswerk am Gardasee, das vom Spätfrühjahr 1944 bis Kriegsende 1945 in Betrieb war. Teile des von Gianni Caproni gegründeten Unternehmens waren im damals noch nicht fertiggestellten Etsch-Gardasee-Tunnel ausgelagert worden. Produziert wurden hier Bauteile für die von der nationalsozialistischen Propaganda als Wunderwaffen propagierten Me 163, Me 262, V1 und V2.

## Geschichte

### Vorgeschichte
Mit dem Waffenstillstand von Cassibile am 8. September 1943 und der deutschen Besetzung Italiens begann man die italienische Wirtschaftsproduktion den deutschen Interessen unterzuordnen. Der Reichsminister für Rüstung und Kriegsproduktion Albert Speer erhielt am 13. September von Hitler die entsprechenden Vollmachten, die Wirtschaftskraft des besetzten Italiens der deutschen Kriegswirtschaft zuzuführen. In diesem Sinne sollte auch der für die Produktion von Kriegsgütern zu gebrauchende Maschinenpark sowie sonstige zu nutzende Installationen in Italien abgebaut und in Produktionsstätten im Deutschen Reich für die gesamte Dauer des Krieges neu aufgebaut werden. Zu diesem Zweck war eine eigene italienische Abteilung für die Rüstung und Kriegsproduktion unter dem Generalbeauftragten Generalmajor Hans Leyers geschaffen worden, der unmittelbar Speer unterstand.
Der Rüstungsfabrikant Caproni wollte sein Unternehmen vor den zunehmenden Luftangriffen der Alliierten schützen und dem Risiko einer Verlagerung ins Deutsche Reich zuvorkommen. Sein Ziel war es, die Produktion in bombensicheren Produktionsstätten in Italien fortzuführen. Sein Fabrikdirektor in Gardolo bei Trient wies ihn auf die Möglichkeit hin, den 1939 angestochenen aber nicht vollendeten Hochwassertunnel Etsch-Gardasee als unterirdische Produktionsstätte zu nutzen. Ende Oktober, Anfang November 1943 unternahmen einige Ingenieure von Caproni eine Ortsbegehung des Tunnels in Torbole vor. Bei der Begehung stellte sich das eindringende Tunnelwasser als größtes Problem für das Projekt heraus. Bei der anschließenden Besprechung konnte sich Ingenieur Antonio de Pizzini durchsetzen. Er schloss eine Umsetzung trotz allem nicht aus, sofern die dafür nötigen technischen Mittel zur Verfügung gestellt würden. In der folgenden Besprechung mit Gianni Caproni im Firmensitz in Mailand teilte dieser die Ansicht de Pizzinis, woraufhin beide bei Generalmajor Leyers in Como in der Angelegenheit vorstellig wurden. Letzterer stimmte dem Projekt zu und sagte auch die Unterstützung durch die Organisation Todt (Kurzzeichen OT) Einsatzgruppe Italien in Trient und deren Oberbauleitung in Riva zu. Gleichzeitig gab Leyers vor, dass die Produktion nach 9 Monaten aufgenommen werden müsse, de Pizzini hatte mit einer Bauzeit von 12 Monaten kalkuliert.

### Bau der Caproni-Werke

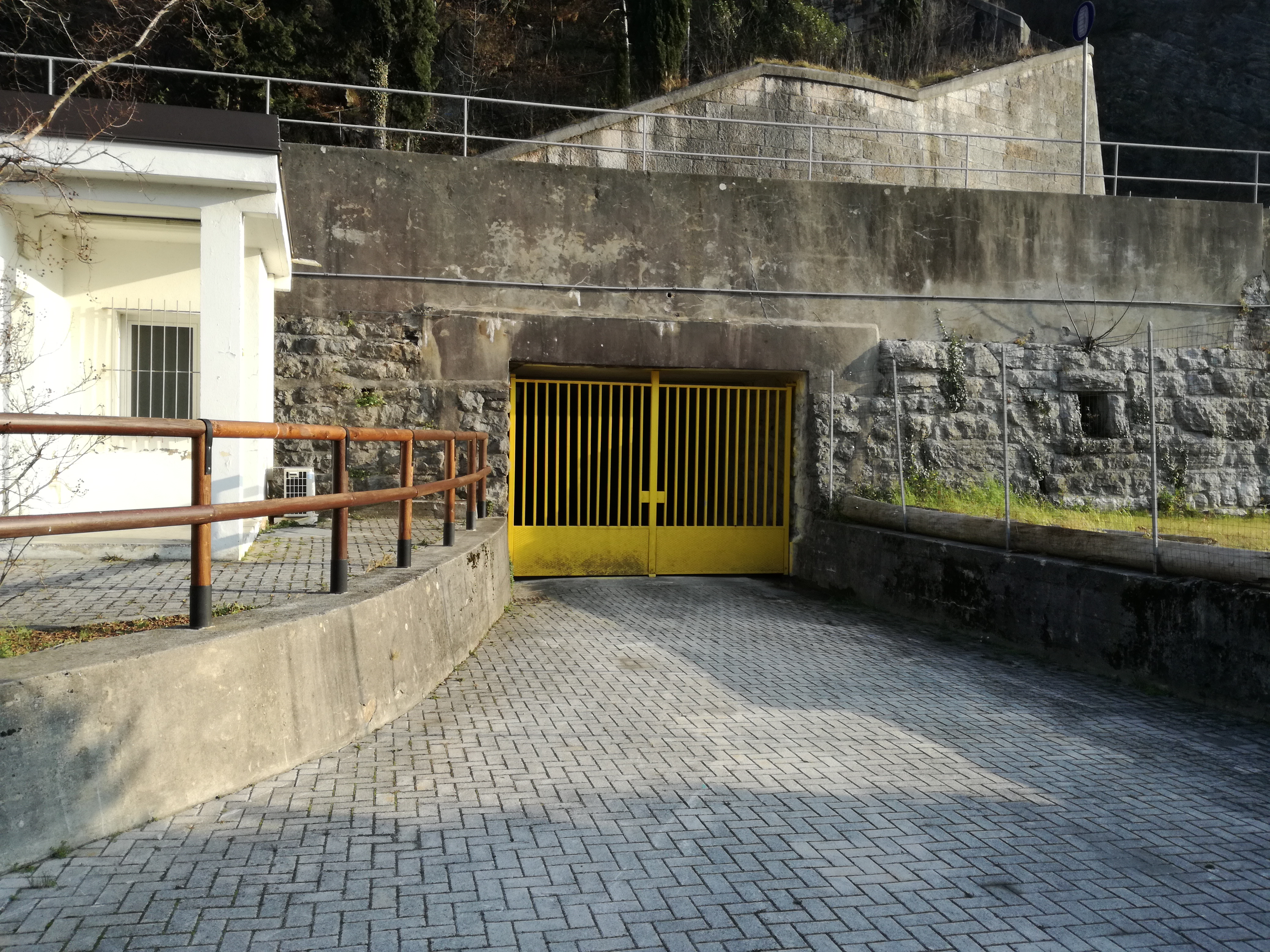
Eingang in den Versorgungsstollen

Die OT stellte bereitwillig Baumaterial und Transportmittel zur Verfügung. An der Anlage wurde rund um die Uhr gearbeitet, dabei griff man auf die Arbeiter der Firma Federici-Galluppi zurück, die vormals an der Baustelle des Etsch-Gardasee-Tunnels tätig gewesen waren. Die Bauleitung unterstand de Pizzini, dem anschließend die Werksleitung ebenso anvertraut wurde, wie die der Caproni-Werkstatt im nahen Riva. Neben dem Ausbau des etwa 2 km langen Tunnels, der nur zum Teil bereits vollständig freigelegt war, waren weitere Nebenräume im Tunnel und im links vom Tunneleingang verlaufenden Versorgungsstollen errichtet worden. In den beiden größten dieser insgesamt sechs Räume waren die für den Produktionsbetrieb nötigen Transformatoren untergebracht. Gespeist wurden diese von einer Nebenleitung, die man von einer an der Flanke des Monte Altissimo di Nago führenden 20-kV-Hauptleitung abzweigte. Ein weiterer Raum war für das mit Diesel betriebene Notstromaggregat vorgesehen, während sich in einem vierten Gewölbe die Ventilatoren für die Klimatisierung des Tunnels befanden. Zwei weitere kleinere Räume dienten als Ersatzteillager für die Ventilatoren und andere Maschinen. Diese Räume waren alle mit Beton ausgespritzt worden und besaßen einen 2 × 3 m großen und 1 m starken, mit Stahlbeton verstärkten Durchgang zum Versorgungsstollen und Haupttunnel.
Mit der Abdichtung der Tunnelwände war die italienische Tochtergesellschaft der schweizerischen Sika beauftragt worden, der es gelang, die Tunnelwände mit Spezialbeton zum Großteil abzudichten. Auf der gesamten Tunnellänge war eine Zwischenwand aus Stahlbeton um die Tunnelröhre gelegt und das daran abfließende Wasser, dass trotz der Spezialbehandlung eindrang, in zwei seitlichen Kanälen abgeleitet worden, die es wiederum einem zentralen Kanal zuführten, über den das Wasser in den See geleitet wurde. Eine zusätzliche Holzverschalung sollte das Herabfallen von Betonteilen der 2 cm dicken Zwischenwand verhindern. Die Produktion erforderte eine Lufttemperatur zwischen 18° und 20° und eine Luftfeuchtigkeit unter 50 %, um eine Oxidierung der zu bearbeitenden Materialien zu verhindern. Zu diesem Zweck waren entlang der gesamten Tunneldecke Belüftungsrohre für die Klimatisierung verlegt worden.
Das Werk war in einen Produktions-, Verwaltungs- und anschließenden Lagerbereich unterteilt. Letzterer lag etwa 50 m nach dem Tunneleingang auf einer leicht erhöhten 100 m langen Holzbühne, auf der sich auch die Büros des deutschen Personals befanden, der die Ausgangskontrolle oblag. Die Werksaufsicht unterstand einem SS-Standartenführer. Die Büros befanden sich ursprünglich zum Teil außerhalb des Tunnels. Nach dem ersten Luftangriff am 7. Dezember 1944, dem bis zum Kriegsende weitere acht Angriffe folgten, waren alle Büros in den Tunnel verlegt worden. Bei Fliegeralarm wurde der Eingang mit einem 1 m dicken Holzbalkentor verschlossen. Seitlich des Tores waren kleine Minenkammern angelegt worden, mit dem der Eingang gegebenenfalls gesprengt werden konnte. Wie der Haupttunnel konnte auch der Versorgungsstollen mit einer auf Schienen beweglichen Holztür verschlossen werden. Zusätzlich war dieser Eingang mit Sandsäcken als Splitterschutz zusätzlich geschützt.
Vor dem Tunnel war eine Anlegestelle errichtet worden, da man zunächst davon ausging, die Maschinen für die Fertigung von den Caproni-Werken in Mailand, Brescia, Ponte San Pietro sowie von den Officine Reggiane mit der Eisenbahn nach Desenzano und Peschiera und von dort aus per Schiff zum Tunnel zu transportieren. Stattdessen brachte man sie mit der Brennerbahn bis nach Mori und von dort mit Hilfe von Lkws nach Torbole.

### Produktion
Sieben Monate nach Beginn der Arbeiten am Tunnel waren die Caproni-Werke in Torbole, Deckname Delphin, im Spätfrühling 1944 produktionsbereit. Etwa 1300 Arbeiter, die überwiegend aus den Caproni-Werken in Taliedo bei Mailand und Ponte San Pietro kamen, waren hier beschäftigt. Untergebracht waren diese in einem Barackenlager in Linfano jenseits der Sarcamündung. Die Holzbaracken waren mit Tarnfarbe und Tarnnetzen vor gegnerischer Aufklärung getarnt. Ein Teil der Baracken diente den Deutschen als Lager für beschlagnahmtes Material. Auch Arbeiter aus der Umgebung und russische Zwangsarbeiter waren in Torbole, allerdings nicht in der Produktion, beschäftigt. Die Caproni-Werke in Torbole produzierten als Messerschmitt-Zulieferer Bauteile für die Me 163 und Me 262. Für die Me 163 wurde die Beschaufelung des Triebwerks Walter HWK 109-509 hergestellt, während man für die Me 262 die Schablonen für das Höhenleitwerk fertigte. Schweiß- und Bohrschablonen wurden auch für die Fieseler Fi 103 (V1) und A4 (V2) produziert, für letztere auch das Strahlruder. Die gefertigten Teile wurden mit Lkws nach Mori transportiert und auf die Brennerbahn verladen. Kurz vor Ostern 1945 wurde einer dieser Eisenbahntransporte bei einem alliierten Luftangriff auf die Brennerbahn zerstört.

### Kriegsende
Im April 1945 begannen mit dem Rückzug der Deutschen auch immer mehr Arbeiter von ihren Arbeitsplätzen fernzubleiben. Bei der Einnahme Torboles durch die 10. US-Gebirgsdivision, bei der auch Amphibienfahrzeuge eingesetzt wurden, stießen die Amerikaner auf der Suche nach den letzten deutschen Widerstandsnestern mit einem DUKW bis zum Tunneleingang vor. Die Amerikaner nahmen in der Folge das ganze Areal unter Beschlag. Kurz nach Kriegsende besichtigte US-amerikanische General Omar N. Bradley, der in Malcesine in der Villa Pariani Quartier aufgeschlagen hatte, die ehemalige Produktionsstätte. Bei dem Besuch lernte er auch de Pizzini kennen, der sich nach wie vor in Torbole aufhielt. Letzterer hatte in seiner Zeit als Werksleiter auch Kontakte mit Willy Messerschmitt und Wernher von Braun gehabt und wurde von der Resistenza der Kollaboration beschuldigt. Auf Intervention von Bradley, der die Produktionsanlage abbauen und in die USA transportieren ließ, konnte de Pizzini sich einem Standgericht entziehen und flüchtete nach Argentinien, nachdem er das Angebot Bradleys, in die Vereinigten Staaten zu gehen, abgelehnt hatte. 1950 waren die letzten Teile der Caproni-Werke abgebaut. Nach der Fertigstellung des Etsch-Gardasee-Tunnels 1959 weisen nur noch der Versorgungsstollen und die daran angrenzenden Räume auf die ehemaligen Caproni-Werke hin.